# 消防演習

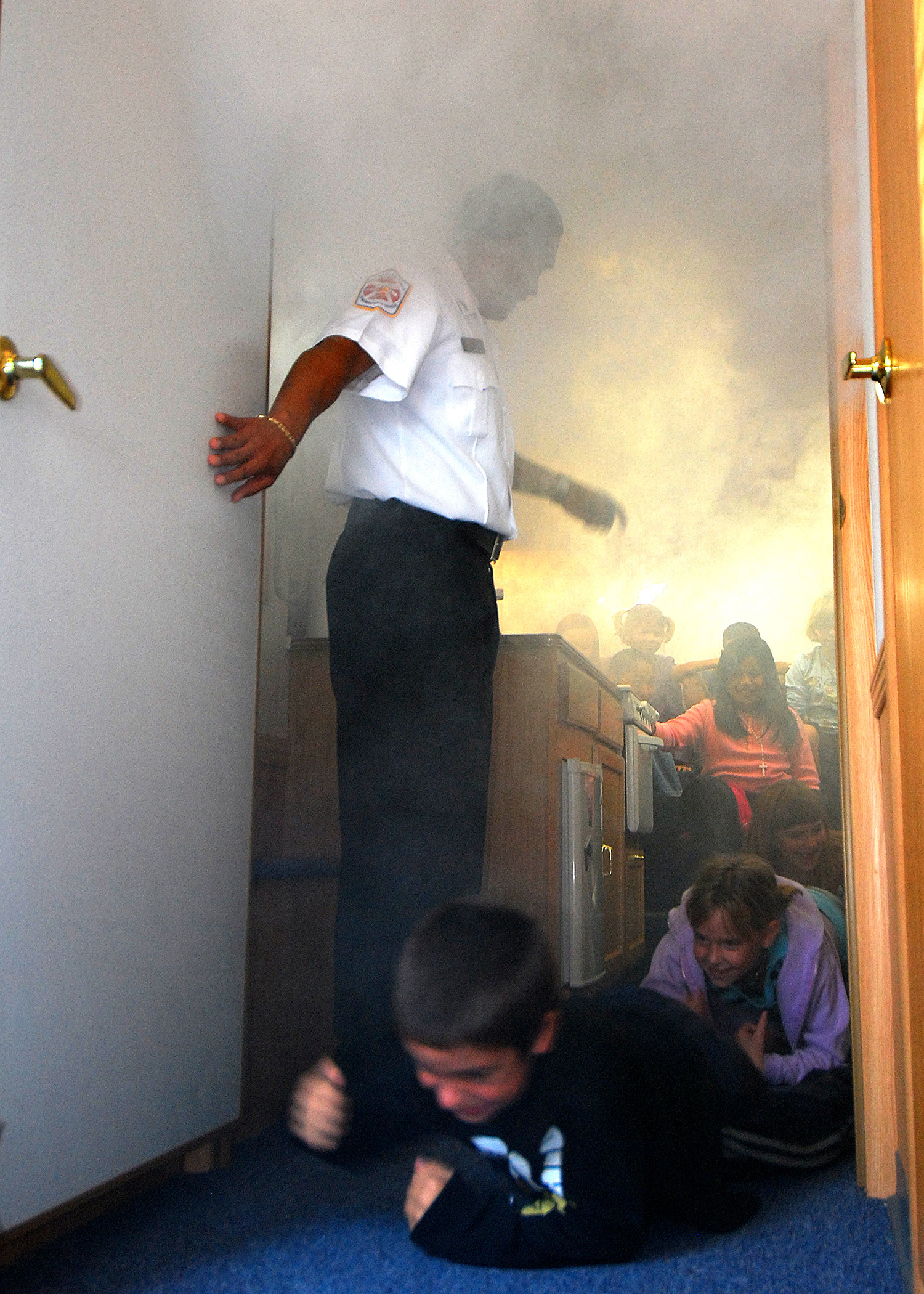
一名消防員在指導小童如何在災場逃生

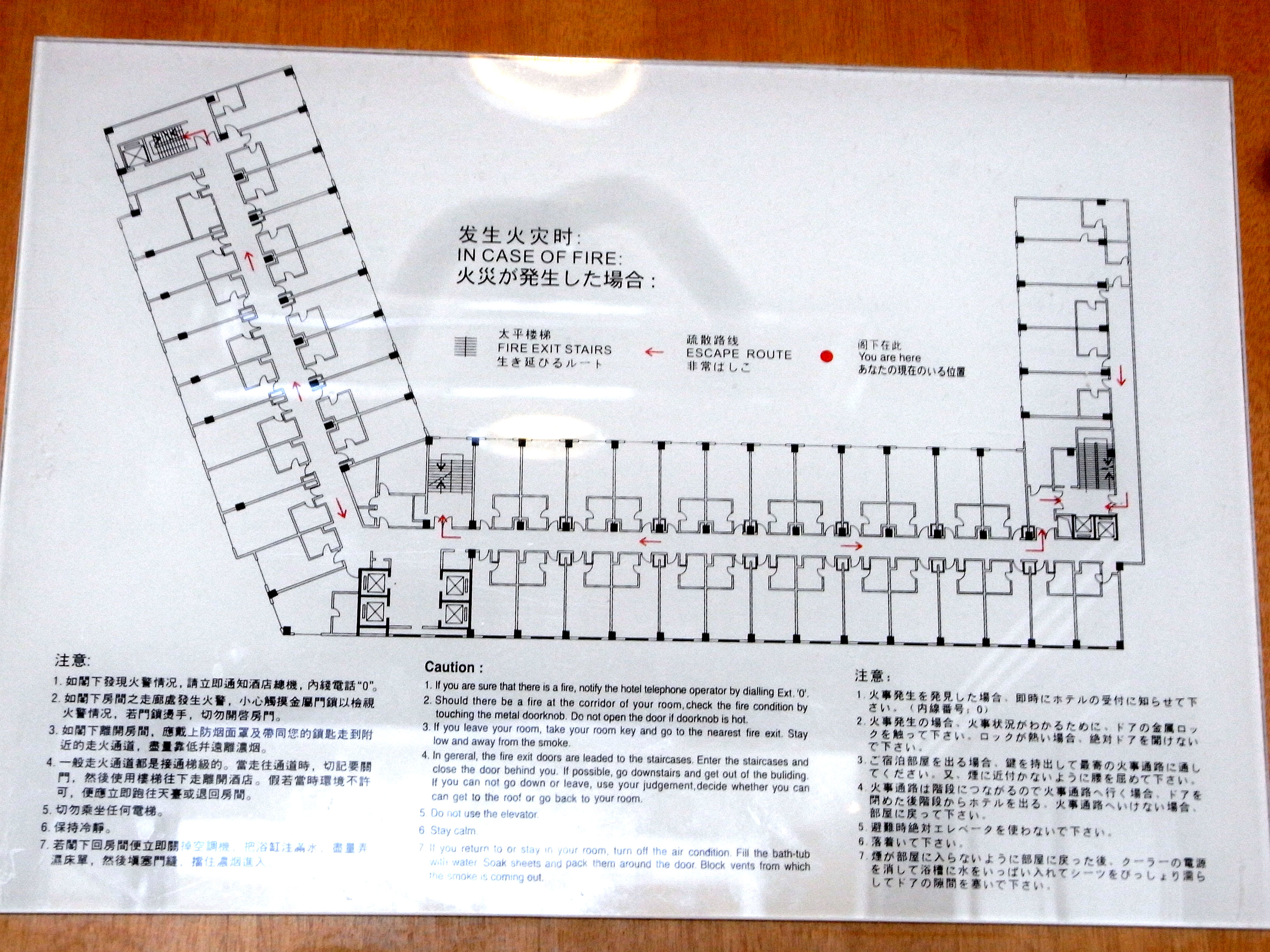
東莞太子酒店的逃生圖

消防演習（走火警），是一種求生行動，應用於火警發生之時，人類及動物逃離火場到安全地方。在平日，走火警是一種危機應急對策的訓練，讓公眾、市民、職員了解及實習逃生的路線，平時認識在火災時保命之法。走火警綵排更可以讓負責人了解現存防火設備不足之處，注意改善。

## 相關法例
部份國家制訂了相關法例以規管消防演習，例如強制學校舉辦消防演習以提升學生安全意識並減少人命傷亡，例如日本的消防法及災害對策基本法。其中消防法規定學校、醫院、辦公室等場所需定期舉行演習。而在英國，政府要求所有學校及其他教育機構在每個新學年開始（九月）需進行消防演練。

## 相條目關
- 消防處
- 走火通道
- 防火道
- 防煙門
- 緊急出口
- 滅火筒